# 다카무라 가오루
다카무라 가오루(髙村薫 또는 高村薫, たかむら かおる、1953년 2월 6일~)는 일본의 소설가로, 본명은 하야시 미도리(林みどり)이다.
오사카 부 오사카 시 히가시스미요시 구(大阪府大阪市東住吉区)에서 태어나, 1971년 도시샤 고등학교 졸업, 1975년 국제기독교대학 교양학부(전공은 프랑스 문학)를 졸업한 뒤 외국계 상사에서 근무했다.

## 주요 수상경력
- 1989년
  - 《리비에라》(リヴィエラ) 제2회 일본추리서스펜스 대상 최종 후보
- 1990년
  - 《황금을 안고 튀어라》(黄金を抱いて翔べ) 제3회 일본추리서스펜스 대상 수상
- 1992년
  - 《신의 불》(神の火) 제5회 야마모토 슈고로 상 후보
  - 《리비에라를 쏴라》(リヴィエラを撃て) 제11회 일본모험소설협회 대상 수상
  - 《알코올 홀릭 호텔》(アルコホリック ホテル) 제45회 일본추리작가협회상 단편 및 연작단편집 부문 후보
  - 사쿠야코노하나 상(咲くやこの花賞) 수상
- 1993年
  - 《리비에라를 쏴라》(リヴィエラを撃て) 제6회 야마모토 슈고로 상 후보, 제46회 일본추리작가협회상 장편부문 수상
  - 《스테이션 팔러》(ステーション・パーラー) 제46회 일본추리작가협회 단편 및 연작단편집 부문 후보
  - 《내 손에 권총을》(わが手に拳銃を) 제14회 요시카와 에이지 문학신인상 후보
  - 《마크스의 산》(マークスの山) 제109회 나오키상 수상, 제12회 일본모험소설협회 대상 수상, 이 미스터리가 대단하다 1994년판 국내편 1위
- 1997년
  - 《레이디 조커》(レディ・ジョーカー) 마이니치 출판문화상 수상
- 1998년
  - 《레이디 조커》(レディ・ジョーカー) 이 미스터리가 대단하다 1999년판 국내편 제1위
- 2006년
  - 《신리어왕》(新リア王) 제4회 신란상 수상
- 2010년
  - 《태양을 끄는 말》(太陽を曳く馬) 제61회 요미우리 문학상 수상

## 고다 유이치로(合田雄一郎) 시리즈
- 마크스의 산(マークスの山) (1993)
- 석양에 빛나는 감(照柿) (1994)
- 레이디 조커(レディ・ジョーカー) (1997)
- 태양을 끄는 말(太陽を曳く馬) (2009)
- 냉혈 冷血 (2012)

## 후쿠자와 아키유키(福澤彰之) 시리즈
- 하루코 정가(晴子情歌) (2002)
- 신리어왕(新リア王) (2005)
- 태양을 끄는 말(太陽を曳く馬)(2009)

## 그 외 작품
- 황금을 안고 튀어라(黄金を抱いて翔べ) (1990)
- 신의 불(神の火)(1991)
- 내 손에 권총을(わが手に拳銃を)(1992)
- 리비에라를 쏴라(リヴィエラを撃て)(1992)
- 리오우(李歐)(1999)
- 땅을 기는 벌레(地を這う虫)(1993)

## 국내 발간 목록
- 마크스의 산 1,2 (홍영의 옮김, 고려원미디어, 1995)
- 석양에 빛나는 감 1,2 (홍영의 옮김, 고려원미디어, 1995)
- 리오우 상,하 (김소연 옮김, 손안의책, 2003)
- 황금을 안고 튀어라 (권일영 옮김, 노블마인, 2008)
- 마크스의 산 1,2 (정다유 옮김, 손안의책, 2010)
- 리오우 개정판 (김소연 옮김, 손안의책, 2010)
- 조시 1,2 (장세연 옮김, 손안의책, 2010)